# King's Head Theatre
Le King's Head Theatre est un théâtre de l'Off-West End à Londres au Royaume-Uni. Le théâtre original est le plus ancien théâtre-pub encore en activité au Royaume-Uni. En 2024, le King's Head Theatre et son pub opèrent désormais dans un espace de 220 places, conçu spécialement à cet effet, juste à côté du lieu d'origine. Le théâtre se concentre sur la production d'œuvres LGBTQ+ qui sont joyeuses, irrévérencieuses, colorées et queer. Il est actuellement dirigé par la directrice exécutive Sofi Berenger.

## Contexte
Le théâtre original se trouve dans une salle au fond, derrière le bar du King's Head, sur Upper Street, dans le quartier d'Islington à Londres. Le théâtre est installé dans un bâtiment victorien, mais un pub, initialement connu sous le nom de The King's Head Tavern, existe sur ce site depuis 1543, en face de l'église Sainte-Marie. Avant de devenir un théâtre, le lieu est utilisé comme ring de boxe et salle de billard. La reconstruction du théâtre entre 2007 et 2008 agrandit la scène et la capacité d'accueil, avec l'ajout de nouveaux sièges.
Dan Crawford dirige le lieu pendant 35 ans jusqu'à sa mort en 2005. Sa femme et directrice artistique associé de longue date, Stephanie Sinclaire, prend la relève avec l'aide de ceux qui ont travaillé avec Crawford. Elle organise vingt galas au cours de sa première année, avec le soutien de Caroline Smith et de fidèles mécènes comme Maureen Lipman, John Mortimer, Linda Marlowe, Sharon D. Clarke, Clive Rowe, Janie Dee, et d'autres, permettant ainsi au théâtre de se relever de ses dettes. En 2007, Sinclaire est rejointe par le producteur new-yorkais primé aux Tony Awards, Steven M. Levy, qui occupe le poste de producteur exécutif de la compagnie. Levy et Sinclaire permettent au théâtre de reprendre sa production pendant une année et présentent plusieurs premières de comédies musicales et de pièces de théâtre.
L'atmosphère que Crawford crée en 1970 est destinée à être appréciée par un public cosmopolite, curieux et culturellement engagé. Crawford est en désaccord avec l'introduction de la monnaie décimale. Pendant plus de vingt ans après la décimalisation de la livre, le bar continue d'afficher et de facturer les consommations en monnaie pré-décimale. Cependant, la direction décide d'introduire des caisses enregistreuses informatisées, tout en conservant la caisse enregistreuse ancienne comme point central du club.

## Histoire

### Entre 1970 et 2005
Le King's Head présente une grande variétés de productions : des comédies musicales, du stand-up, des revues, des classiques oubliés contemporains et de nouvelles œuvres de dramaturges émergents ou établis. Sous la direction des Crawford, le King's Head remporte de nombreux prix et plusieurs productions sont transférées dans les théâtres du West End et de Broadway, notamment Mr Cinders, Wonderful Town avec Maureen Lipman et Artist Descending a Staircase de Tom Stoppard. Après la mort de Crawford, les productions incluent la première mondiale de Peter Pan de Leonard Bernstein, mis en scène par Stephanie Sinclaire, qui est transférée au Lobero Theatre en Californie. Fucking Men est également joué au théâtre pendant neuf mois, à la fois en nocturne et à l'horaire principal, avant que Steven Levy ne le transfère au The Arts Theatre.
Un documentaire sur le théâtre, The King's Head: A Maverick in London est produit par Dragonfly Films et Xi Pictures, et coréalisé par Stephanie Sinclaire et Jason Figgs. Il est diffusé sur SkyARTS World pendant trois ans.
En 2002, Crawford et Sinclaire reçoivent le Queen's Golden Jubilee Award pour leur contribution aux arts, et le programme de Trainee Resident Director Scheme qu'ils ont initié remporte le Royal Anniversary Trust Award.

### Entre 2010 et 2020
En mars 2010, Opera Up Close, fondée par Adam Spreadbury-Maher et Robin Norton-Hale, devient la compagnie résidente du théâtre. Speadbury-Maher est également nommé directeur artistique la même année. En octobre 2010, il annoncé que le théâtre deviendrait le London's Little Opera House, le premier nouvel opéra de Londres depuis plus de 40 ans. La première œuvre interprétée est Le Barbier de Séville, une adaptation de Rossini située à l'époque de Jane Austen. Toujours en octobre 2010, Mark Ravenhill devient directeur associé, et Jonathan Miller rejoint les mécènes existants Joanna Lumley, Janie Dee, Tom Stoppard et Alan Parker.
Le théâtre continue de recevoir de nombreux transferts et prix. En 2011, il remporte un Olivier Award pour la meilleure production d'opéra grâce à La Bohème d'Opera Up Close, et l'année suivante Vieux Carré de Tennessee Williams y reçoit sa première britannique avant de partir pour le West End. D'autres productions notables qui font leur première au King's Head Theatre incluent Shock Treatment, la suite du Rocky Horror Picture Show et Trainspotting, le succès du festival d'Édimbourg et de la tournée, avec plus de 900 représentations.
Avant la pandémie de Covid-19, le théâtre commence à se forger une réputation pour la production d'œuvres LGBTQ+, avec des titres notables tels que 5 Guys Chillin et Coming Clean de Kevin Elyot.
Adam Spreadbury-Maher démissionne de son poste de directeur artistique en 2020.

### Entre 2021 et 2023
En 2021, Mark Ravenhill est nommé directeur artistique du théâtre. Ce dernier célèbre son 50e anniversaire avec KHT50: Barstool to Broadway, une semaine de travail rassemblant les moments forts des 50 dernières années et mettant en vedette les œuvres de Timberlake Wartenbaker, Audrey Sheffield, Harriet Walter, Gemma Whelan, Tom Stoppard, Stephen Jeffreys, Annabel Arden, Tim Luscombe, Bryony Lavery, Abigail Anderson, Victoria Wood, Annabel Leventon, Bill Russel et Janet Hood.
Après la pandémie le théâtre renouvelle son attention sur la présentation d'œuvres LGBTQ+. Dans une interview, Ravenhill déclare : « Je suis ravi de faire avancer le travail LGBTQ+ du King's Head Theatre. Historiquement, les histoires d'hommes homosexuels ont eu tendance à dominer et même si nous continuerons à raconter certaines de ces histoires, j'ai hâte d'explorer  tout le spectre des expériences symbolisées par le drapeau arc-en-ciel. Nous voulons être le foyer d'une nouvelle vague de créateurs de théâtre queer diversifiés. »
En 2023, le théâtre accueille une série de directeurs artistiques invités : Isabel Adomakoh Young, Tom Ratcliffe, Tania Azevedo et David Cumming.
Le King's Head Theatre ferme ses portes après 53 ans le 13 août 2023, avec un événement spécial mettant en vedette Steven Berkoff, Mark Gatiss, Ian Hallard, Janet Suzman, Linda Marlowe, Freddie Love, Saul Boyer et Bold Mellon.

### Depuis 2024
Le 5 janvier 2024, le King's Head Theatre ouvre ses portes dans son nouveau bâtiment, au 116 Upper Street à Islington Square, sous la direction de la nouvelle directrice exécutive et PDG, Sofi Berenger. Cette nouvelle ouverture marque la transformation du lieu, passant d'un petit pub-théâtre à un espace spécialement conçu pour plus de 200 spectateurs. Le premier spectacle présenté dans ce nouveau lieu est Exhibitionists de Shaun McKenna et Andrew Van Sickle.
En plus de son nouvel auditorium beaucoup plus grand, le nouveau théâtre comprend un espace cabaret de 50 places connu sous le nom de 4Below, utilisé pour des spectacles solo, des spectacles de drag et de cabaret, ainsi que des lectures et autres événements ponctuels. Le lieu dispose également de deux bars et d'une petite libraire pour échange ou consultation de textes dramaturgiques.
Le nouveau King's Head Theatre continue de présenter des œuvres à prédominance LGBTQ+, y compris de nombreux transferts du Edinburgh Festival Fringe.
En novembre 2024, la nouvelle salle poursuit la tradition du pub-théâtre consistant à produire une pantomime familiale annuelle, la seul d'Islington. La première est Cendrillon, produite avec le théâtre voisin, le Little Angel Theatre.
En 2025, le nouveau théâtre accueillera une nouvelle saison comprenant ses premières comédies musicales complètes, toutes trois en première européenne ou mondiale.